# دونگه زونیچه
دونگه زونیچه (به صربی: Donje Zuniče) یک منطقهٔ مسکونی در صربستان است که در Knjaževac واقع شده‌است. دونگه زونیچه ۴۰۷ نفر جمعیت دارد.